# Jörg Stocker

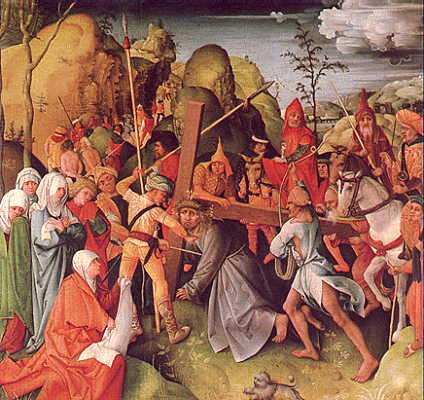
Jörg Stocker: Kreuztragung (Ulmer Museum)

Jörg Stocker (* ca. 1461; † nach 1527) war ein deutscher Maler, der in Ulm eine eigene Meisterwerkstatt betrieb.

## Leben
Über die Herkunft, Familie und Werkstatt Jörg Stockers ist wenig bekannt. Allerdings ist der Name Stocker ein in Ulm weit verbreiteter Name in dieser Zeit. Ein im Ulmer Bürgerbuch 1485 bezeugter Zimmermann Jörg Stocker könnte der Vater sein.
Zwischen 1481 und 1527 ist Stocker in den Ulmer Schriftquellen regelmäßig vermerkt, in Steuerverzeichnissen ist er – im Blick auf sein Haus in der Götzengasse – zwischen 1485 und 1514 zu finden.
Der Sohn Anton wird ebenfalls Maler, während der andere Sohn Lukas als Geistlicher aufgeführt wird. Die Tochter Rosa heiratet 1502/1503 Daniel Mauch, so dass, wie das in der Ulmer Schule häufig beobachtbare Praxis war, die großen Künstler auch in verwandtschaftlicher Beziehung standen. Manuel Teget-Welz vermutet: „Stocker und Mauch werden sicher mehrfach zusammengearbeitet haben, beispielsweise kann angenommen werden, dass der Maler die Fassung einiger Holzbildwerke seines Schwiegersohns besorgte. Mauch wohnte spätestens an 1517 in Stockers Haus in der Hoheschulgasse 8“. Stockers Enkel war der Wormser Domherr und Generalvikar Daniel Mauch der Jüngere (1504–1567).

## Künstlerische Entwicklung

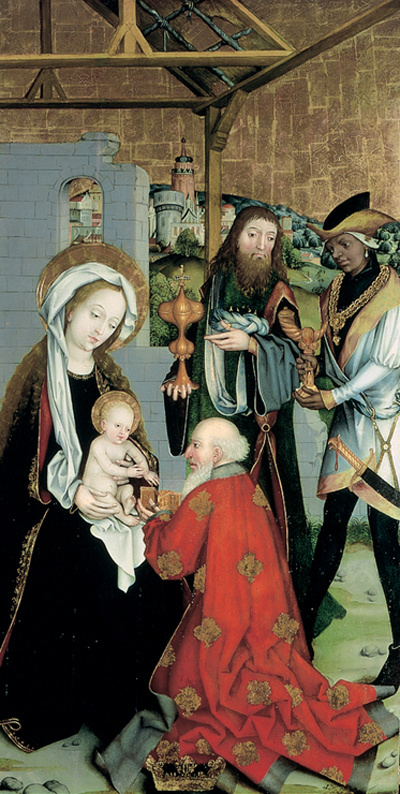
Die Anbetung der Könige (Mischtechnik auf Holz, 1496–1499), eine Tafel aus der Werkstatt von Jörg Stocker, allerdings wohl von der Hand Martin Schaffners (heute im Ulmer Museum, Inventar-Nr. A.I. 1994.9462). Die Pressbrokate gehören zum Formenrepertoire von Jörg Stocker und finden sich auf dem Wengen-Retabel ebenfalls wieder. Die Komposition des Bildes ist von Martin Schongauer übernommen.

Über die künstlerische Ausbildung und Herkunft von Jörg Stocker lässt sich nicht viel sagen. Einige neuere Schriften nennen zwar Jakob Acker den Jüngeren als einen Ausbildungsbetrieb von Stocker, doch lässt sich das an den bisher gefundenen Quellen nicht nachweisen. Auch über den künstlerischen Zusammenhang zwischen Bartholomäus Zeitblom und Stocker lässt sich nicht viel sagen, weil sich echte stilistische Abhängigkeiten auch hier nicht festmachen lassen.
Beim Ennetacher Retabel lässt sich die Mitarbeit von Martin Schaffner in einer Falte des Gewandsaumes Christi nachweisen. Manche Kunsthistoriker nehmen deshalb an, dass Schaffner in der Werkstatt Stockers 1496 ein Geselle war. Allerdings lässt sich nach Daniela Gräfin von Pfeil nicht unbedingt ein Meister-Schüler-Verhältnis aus der Inschrift ableiten.
Die Ennetacher Tafeln, die etwa zwei auf zwei Meter groß sind, waren ursprünglich in der katholischen Kirche von Mengen-Ennetach aufgestellt. Vier davon werden heute in den fürstlich-hohenzollerischen Sammlungen in Sigmaringen präsentiert: die Verkündigung Christi, die Geburt Christi, die Beschneidung Christi und die Anbetung Christi. Die Darstellung enthält manche sorgfältig ausgeführten Details.
Unter den Ennetacher Tafeln ist die schmale, ursprüngliche Inschrift von Jörg Stocker erhalten. Sie lautet:
„Joerg Stocker Maler hat diese Tafel ufgesezt
uf St. Jhohanstag im Sumer 1496“.
Damit ist Jörg Stocker als Hauptmeister dieser Tafeln ausgemacht. Alle anderen Werke Stockers werden von diesem einen bislang bekannten Werk her abgeleitet, kunstgeschichtlich bestimmt und interpretiert.
Typisch für Stocker ist unter anderem „die pittoreske Landschaftsschilderung mit Stadtsilhouette im Hintergrund“. Seine Bilder „strahlen Ruhe aus“. Ferner wurde vor allem eine „zeichnerische Malweise“ und ein „eher graphisch angelegtes, feines Lineament“ bei Stocker immer wieder beschrieben und beobachtet.

## Künstlerische Einordnung
Als wenig kreativ gilt Jörg Stocker in den frühen und mittleren Schriften der Kunstgeschichte des 20. Jahrhunderts. Alfred Stange verunglimpft ihn 1957 mit den Worten: Stocker „konnte seine Kompositionen nie ohne Krücke fremder Vorbilder finden“. Hans Koepf stellt 1963 gar eine „müde Gleichgültigkeit seiner Gestalten fest“. Erst die genauere Sichtung seiner Werke durch Daniela Gräfin von Pfeil ergab 1993, dass er seine Vorbilder stets interpretiert und nie kopiert hat und dass auf dieser Grundlage auch „originelle und neue Kompositionen“ entstanden sind.
Manuel Teget-Welz präzisiert: „Das Malen nach fremden Vorlagen gehörte regelrecht zu den gestalterischen Spezialitäten Stockers, der dies weit ausgeprägter und mit höherem Wiedererkennungswert als sein Ulmer Kollege Zeitblom praktizierte“.
2015 urteilt Anna Moraht-Fromm: Stocker überzeugt „durch die Feinheit der Zeichnung“. Dazu kommt bei ihm eine „practvolle Ausstattung mit Pressbrokaten“.

## Werke
- Hochaltar-Retabel in St. Martin Unterknöringen, heute im Dom zu Augsburg
- Hochaltar-Retabel in der Pfarrkirche von Ennetach, 1496, heute in der Kunstsammlung von Schloss Sigmaringen
- Hochaltar in der Kirche St. Martinus in Oberstadion
- Marientafeln, heute Museum Ulm
- Judas mit Häschern, früher Wengenkirche Ulm
- Verkündigung Mariens, Handzeichnung, heute in der Staatlichen Graphischen Sammlung in München
- Krönung Mariens durch die Trinität, um 1520, heute Zeppelin Museum in Friedrichshafen
- Tafeln des Hochaltars der Kirche St. Michael zu den Wengen (Ulm) mit Bartholomäus Zeitblom